# Nazionalismo gallese

Bandiera del Galles

Mappa del Galles (verde scuro) all'interno del Regno Unito (verde chiaro)

Il nazionalismo gallese consiste nel progetto di difesa dell'identità del Galles, della cultura e della lingua gallese. Le sue richieste vanno dall'autonomia al fine di ottenere maggiori poteri per l'Assemblea nazionale per il Galles e il governo gallese, fino all'indipendenza, difesa in particolare dal partito Plaid Cymru. Il nazionalismo gallese acquistò gradualmente influenza nella società gallese. Ha conseguito un vero risveglio della lingua gallese e la creazione di un'Assemblea nazionale per il Galles. Tuttavia, il nazionalismo gallese rimane un movimento politico in gran parte minoritario, rispetto in particolare alla situazione in Scozia.

## Storia
Il nazionalismo gallese ebbe le sue origini nel XIX secolo nel contesto dell'ascesa generale dei nazionalismi in Europa, ma rimase un movimento molto marginale. Dagli anni '20, iniziò a strutturarsi politicamente con la creazione del Plaid Cymru nel 1925. Questo partito, inizialmente autonomo, si distinse per la sua feroce difesa del gallese, che è l'elemento principale dell'identità nazionale gallese. Questa opposizione, a volte virulenta all'inglese, è una differenza abbastanza evidente dal nazionalismo scozzese meno focalizzato sulla difesa delle specificità linguistiche della Scozia. All'epoca il nazionalismo gallese era conservatore e difendeva l'ideale di un Galles monarchico rurale. In questo contesto il nazionalismo si oppone allo sviluppo del socialismo che attrae molto di più l'elettorato della classe operaia del Galles del Sud, che è molto industriale. Ancora oggi, il nazionalismo gallese ottiene il punteggio migliore nelle regioni del Nord Ovest in cui la lingua gallese è maggiormente utilizzata, mentre il Galles meridionale è più influenzato dall'inglese.
Fino agli anni '60, il nazionalismo gallese era un movimento marginale che lottava per attrarre al di fuori di un ambiente ristretto i sostenitori dell'autonomia della regione e persino dell'indipendenza. Ha iniziato a svilupparsi negli anni '60 per diversi motivi. Innanzitutto, il Plaid Cymru oscilla a sinistra e conquista alcuni elettori del Partito Laburista. Inoltre, se la difesa del gallese rimane un elemento fondamentale del programma nazionalista, non è più così direttamente contrario all'inglese e il bilinguismo diventa lo standard promosso dai nazionalisti. Di conseguenza, gli anglofoni monolingua si sentono meno respinti dal nazionalismo gallese.
Nonostante alcuni successi elettorali (il Plaid Cymru supera il 10% dei voti in Galles alle elezioni generali britanniche dal 1970), il nazionalismo gallese rimane più marginale del nazionalismo scozzese. Il principio di indipendenza del Galles è poco supportato dalla popolazione e non attira mai più del 10% degli elettori. Tuttavia, il nazionalismo gallese ha ottenuto diversi successi come il definitivo rinnovamento della lingua gallese, insegnata in maniera massiccia nelle scuole ma anche la creazione di un'Assemblea nazionale per il Galles grazie a una piccola maggioranza nel referendum del 1997 che segue il fallimento dei nazionalisti durante il referendum del 1979 (rifiuto della devoluzione da parte dell'80% degli elettori).

## Nella società gallese
Se il nazionalismo gallese ha raggiunto un certo risveglio culturale, è un movimento che ha meno successo del nazionalismo scozzese portato dal Partito Nazionale Scozzese. Ci sono diverse ragioni per questo. Innanzitutto, il Galles fu incorporato in precedenza nel Regno Unito nel 1536, mentre la Scozia ne divenne parte solo nel 1707. Inoltre, il Galles fu a lungo governato dallo stesso sistema politico e giuridico dell'Inghilterra. Le due regioni hanno contatti più stretti, in particolare sulla costa del Galles meridionale, dove l'inglese è ampiamente utilizzato e 80.000 persone gallesi lavorano in Inghilterra. La strategia per la promozione del gallese attraverso il Plaid Cymru ha avuto anche effetti perversi come quello di opporsi al Galles settentrionale e occidentale, dove questa lingua è più vivace con il resto del territorio in cui la popolazione parla spesso solo inglese. Economicamente, il Galles si trova in una situazione di maggiore dipendenza economica dall'Inghilterra, il che rende meno credibile l'idea di indipendenza.